# 阿蘇市立坂梨小学校
阿蘇市立坂梨小学校（あそしりつ さかなししょうがっこう）は、熊本県阿蘇市一の宮町坂梨にあった公立小学校。

## 沿革
- 1873年（明治6年）6月 - 坂梨村字北駄原に本校創設。公立坂梨小学校と称する
- 1878年（明治11年）3月 - 字平口に移転し、隆成学校と称する
- 1887年（明治20年）3月 - 字柿の木に新設移転し、梨陽尋常小学校と称する
- 1892年（明治25年）3月 - 坂梨尋常小学校と称する
- 1922年（大正11年）4月 - 高等科を併設し、坂梨尋常高等小学校と称する
- 1941年（昭和16年）4月 - 国民学校令施行により坂梨国民学校と改称
- 1947年（昭和22年）4月 - 学制改革により高等科を廃止し、坂梨村立坂梨小学校と改称
- 1954年（昭和29年）4月 - 町村合併により一の宮町立坂梨小学校と改称
- 2005年（平成17年）4月 - 阿蘇市誕生に伴い、阿蘇市立坂梨小学校と改称
- 2016年（平成28年）4月 - 阿蘇市立宮地小学校・阿蘇市立古城小学校との統合により廃校。